# 史詩情人
《史詩情人》又譯《世紀之愛》或《戀戀紅塵》是一部1999年的法國古裝片，故事基於法國文學史上兩位著名人物：19世紀小說家喬治·桑（茱麗葉·畢諾許 飾）和詩人阿爾弗雷德·德·繆塞（班諾·馬吉梅 飾）之間激盪的戀情改編而來。
華語世界並無官方引進過這部電影。

## 主要角色
- 茱麗葉·畢諾許 飾 喬治·桑
- 班諾·馬吉梅（英语：Benoît Magimel） 飾 阿爾弗雷德·德·繆塞
- 羅賓·瑞努奇（英语：Robin Renucci） 飾 法蘭索瓦·布洛茲（英语：François Buloz）
- 史蒂芬洛·迪奧尼斯（英语：Stefano Dionisi） 飾 皮特羅·派吉洛
- 卡琳·薇雅（英语：Karin Viard） 飾 瑪莉·朶爾瓦（英语：Marie Dorval）
- 露迪芬·莎妮 飾 荷蜜妮·德·繆塞

## 背景與製作
電影從1998年8月至12月在巴黎、諾昂維克和威尼斯取景攝製。畢諾許說，喬治·桑最吸引自己的一點是她是個堅強有力的女子，但同時又很脆弱。

## 首映
《史詩情人》於1999年坎城影展首次上映，之後於同年9月22日在法國公映。影片藉1999年多倫多國際影展在北美地區首映，於英國的首映則是藉2000年9月至10月舉辦的馬特利法國電影巡禮 (Martell French Film Tour)，隨後在2001年4月6日開始於影院上映。

## 外部連結
- 互联网电影数据库（IMDb）上《史詩情人》的资料（英文）
- BBC Films Review (UK)（页面存档备份，存于） （英文）
- British Film Institute listing （英文）
- 觸電網上《史詩情人（页面存档备份，存于）》的資料 （繁體中文）